# Turkmenfilm
Turkmenfilm – turkmeńskie studio filmowe działające w TSRR oraz Turkmenistanie. 

## Wybrane filmy animowane
- 1977: Latający dywan